# Aton
Aton ókori egyiptomi napisten. Először a XII. dinasztia idején bukkan fel, majd elszórtan találunk rá utalásokat a XVIII. dinasztia korában, III. Amenhotep uralkodása alatt pedig jelentősége növekedni látszik. Jelentősége Ehnaton uralkodása alatt éri el tetőpontját, mikor az Amarna-reform részeként kísérlet történik az egyistenhit bevezetésére és Aton kultuszának kizárólagossá tételére. A reformok kudarca után helyét ismét a korábbi főisten, Ámon veszi át.

## A napistenhit Egyiptomban

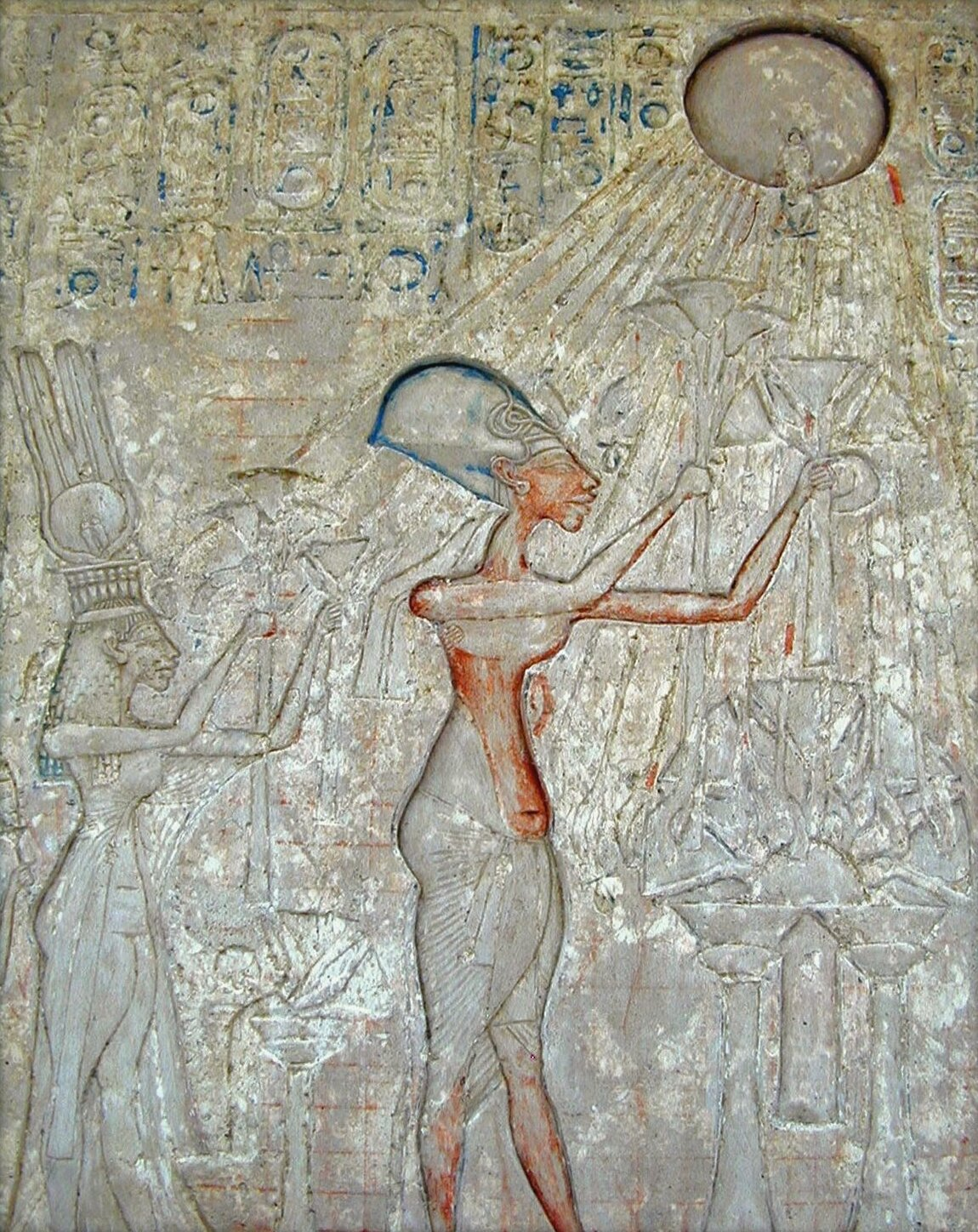
Ehnaton és családja Atonnak áldoz

Az ókori Egyiptomra egész története folyamán jellemző volt a napkultusz. Egy másik fontos jellemzője az egyiptomi vallásnak a szinkretizmus, azaz hogy az egyes istenek az idő folyamán fokozatosan egymásba olvadtak; ilyen szempontból az egyiptomi világnézet már Ehnaton előtt is lassan, fokozatosan haladt az egyistenhit felé. Ré napistent, aki a legkorábbi időktől fogva fontos szerepet töltött be az egyiptomi vallásban, gyakran azonosították a helyi főistenekkel, hogy azok hatalmát nagyobbnak mutassák. Így természetes, hogy amikor a második átmeneti kor vége felé a thébai uralkodócsaládnak sikerült kiűzni Egyiptomból a hükszosz megszállókat, és Théba vált Egyiptom déli fővárosává és legfontosabb vallási központjává, a város istene, Ámon pedig az ország főistenévé, rendkívüli mértékben megszaporodtak az Ámon-Ré istenre tett utalások. Ámon-Ré papsága a vallásin kívül mind politikai, mind gazdasági szempontból jelentős tényezővé vált.

## Aton az Amarna-kor előtt
Aton nevének legkorábbi említése a XII. dinasztiabeli Szinuhe történetében található, ahol I. Amenemhat halálát úgy írják le, hogy a király „az égbe szállt, hogy egyesüljön Atonnal”. A XVIII. dinasztia elején uralkodó I. Amenhotep halálát hasonlóképpen írják le, és később is fel-felbukkan az isten nevének említése.
Ehnaton apja, III. Amenhotep uralkodása alatt megszaporodnak az Atonra tett utalások, és magának az istenített uralkodónak a kultusza is napjelleget öltött. A király Atonról nevezte el többek közt fényűző palotáját és egy bárkáját is; saját magára is volt, ahol „ragyogó Aton”-ként utalt.

## Az Amarna-korban
Ehnatont és követőit napimádónak nevezni a tények túlzott leegyszerűsítése volna. Maga az Aton szó tulajdonképpen a Napot, mint égitestet jelenti, azaz a napkorongot (a domborművek egy értelmezése alapján inkább napgömböt; a fejlett csillagászati tudású egyiptomiak feltehetőleg tisztában voltak a Nap gömb voltával, de az egyszerű nép számára a Nap korong maradt).
Ehnaton Nagy Aton-himnuszából nyilvánvaló az istennek az élet minden területére kiterjedő hatása: Aton a mindenség teremtője, ő ad életet mindennek, ami él, nélküle káosz és sötétség uralkodik. Mint teremtő isten, Aton egyszerre hím- és nőnemű. Feltehetőleg ez ad magyarázatot az Amarna-kor művészetének azon sajátosságára, hogy a fáraót, Aton földi helytartóját egyszerre ábrázolták férfias és nőies külsővel.

## Ikonográfiája
Aton legismertebb ábrázolása, a kezekkel ellátott napkorong már II. Amenhotep uralkodása alatt is megjelenik. Ehnaton uralkodásának korai szakaszában Aton még sólyomfejű ember alakjában is megjelenik, akárcsak Ré, később azonban ezt az ábrázolásmódot kizárólagosan felváltja a kezekkel ellátott napkorong, mely az élet jelét, az ankhot nyújtja a fáraó és a királyné felé.
Aton nevét az Amarna-kor egyik újításaként fáraóhoz illően kettős kártusba írták. Ebbe foglalt teljes neve Ehnaton uralkodásának első nyolc évében „Él Harahti, ujjong ő a Fényhegyen az ő Su nevében, aki Aton”. A tizenkettedik évre a kártusba foglalt név megváltozott, a más istenekre tett minden utalás eltűnik belőle: „Él Ré, a Két Fényhegy ura, ki örvend a horizonton az ő megjelenésében mint Ré, az atya, aki visszatér, mint Aton”. Hogy a nyolcadik és a tizenkettedik év közt mikor történt a változás, nem tudni pontosan, de annak alapján, hogy a 9. évre datált korsókon fennmaradt Ankh Ré („Él Ré”) kifejezés az utóbbi név rövidítésének tekinthető, valószínű, hogy a 9. évben történt a változás.

## Templomai
Radikális újításként Ehnaton a templomok teljes szerkezetét megfordította: nem a napos előudvarból lehetett eljutni az egyre sötétebb, egyre elrejtettebb helyiségeken át a szentélyig, melyben istenszobor állt, hanem árnyékos bejárattól lehetett eljutni a templom nyitott tetejű belsejéhez, ahol kőoltárok százai álltak.
Az első Aton-templom a karnaki templom szomszédságában épült Gempaaton volt, a legjelentősebb Aton-templom azonban a nagy Aton-templom lett, ami nem sokkal később épült fel Ehnatonnak az 5. évben alapított fővárosában, Ahet-Atonban („Aton fényhegye”). Magának a város helyének a kiválasztásában fontos szerepet játszott, hogy a tőle keletre eső sziklatömbök közt felkelő nap hasonlított az ahet hieroglifához.
A nagy Aton-templom (korabeli nevén Per-Aton-em-Ahet-Aton, „A Napkorong háza Ahet-Atonban”) hatalmas, 760×290 méteres épülete a város szívében állt, benne 365 oltár (a napév 365 napjának megfelelően). Rámutattak, hogy a város területe, melyet az ún. határkősztélék jelöltek ki, Aton nagy temploma alaprajzának a felnagyított változata, és a nagy templom központjának – a szentélynek, melyben a benben-kő áll – az a hely felel meg, ahol a királysír helyezkedett el a sziklák között. A sír egyébként épp annál a sziklahasadéknál helyezkedett el, ahol a nap keleten felkelt, így kifejezhette a fáraónak azt a törekvését, hogy minden napfelkeltekor a nappal együtt újjászülethessen.